# José Carlos González
José Carlos González Rodríguez (Lisboa, 27 de Maio de 1937 - Kerlaz, 2000) foi um poeta, escritor, tradutor e técnico da Biblioteca Nacional de Portugal.
Filho de galegos emigrados, iniciou a sua carreira poética aos vinte anos com a publicação de Poemas da Noite Nova.
Estudou Direito em Lisboa e Românicas e Ciências Políticas na Sorbonne em Paris, onde também trabalhou como secretário dos herdeiros de Albert Camus.
Na Biblioteca Nacional teve a seu cargo os espólios de Raul Brandão, de Vitorino Nemésio e de Raul Proença.
Organizou, prefaciou e anotou as obras António Sérgio – Correspondência para Raul Proença (1987) e Raul Proença – O Caso da Biblioteca (1988), este em parceria com Daniel Pires. Traduziu obras de Albert Camus, André Malraux, Marguerite Duras e Julien Green, entre outros. Colaborou em vários jornais e revistas, de que se destacam O Diário de Lisboa, A Capital, a revista Pirâmide   (1959-1960), Colóquio/Letras e Vértice.
Mostras da sua poesia, que sempre fora marcada pelo Surrealismo, aparecem recolhidas em várias antologias, tais como: Antologia da Novíssima Poesia Portuguesa (1979), O Inverno na Poesia Portuguesa (1979) e Cem Sonetos Portugueses (2002).

## Obras
- Poemas da Noite Nova (1957)
- Naufrágio (1960)
- Isis ou o Cérebro da Noite (1961)
- A Recompensa da Palavra (1966)
- Viagem contra o Silêncio (1977)
- Lisboa e Outros Sapatos (1984)
- Cartas de Mar e Ar (1984)
- As Margens Mínimas, a Vida (1985)
- Idos e Calendas' (1986)
- Clave de Sol (1988)
- Canto do Corpo Navegante (1990)
- 70 Poemas – Antologia (1992)
- Fontefria (Crónicas da Infância e Juventude) (1993)
- No Alambique Escondido (1996)
- Odelegias (1997)
- Fontefria (1999).